# Brézé
Pour les articles homonymes, voir Brézé (homonymie).
Brézé [bʁe.ze] est une ancienne commune française située dans le département de Maine-et-Loire, en région Pays de la Loire, devenue le 1er janvier 2019 une commune déléguée de la commune nouvelle de Bellevigne-les-Châteaux.

## Géographie
Commune angevine du Saumurois, Brézé se situe au sud de Saint-Cyr-en-Bourg, sur la route D 93, Saint-Cyr-en-Bourg / Épieds.
Son territoire se situe dans le parc naturel régional Loire-Anjou-Touraine.

## Toponymie et héraldique

### Toponymie
Brézé, formes anciennes : Brezay (1105) puis Brezé (1160) au XIIe siècle.
Le mot Brézé viendrait du nom d'homme gallo-romain Brisius ou Braetius.

### Héraldique
| Blason de Brézé | Blason  | D'azur au chevron d'or accompagné en chef de deux roses d'argent et en pointe d'un soleil d'or. |
| Blason de Brézé | Détails | Le statut officiel du blason reste à déterminer.                                                |

## Histoire
La seigneurie dépendait de la famille de Brézé ; puis par succession au début du XIVe siècle, des Maillé-Brézé jusqu'au mariage en 1650 de Claire-Clémence de Maillé avec le Grand Condé ; enfin par achat en 1682, des Dreux-Brézé.
Pendant la Première Guerre mondiale, 30 habitants perdent la vie. La commune a abrité l'infirmerie régimentaire du 72ème Régiment d'Infanterie Territorial de Cholet. Lors de la Seconde Guerre mondiale, 10 habitants sont tués.
Le 1er janvier 2019, elle fusionne avec Chacé et Saint-Cyr-en-Bourg pour constituer la commune nouvelle de Bellevigne-les-Châteaux.

## Politique et administration

### Administration municipale

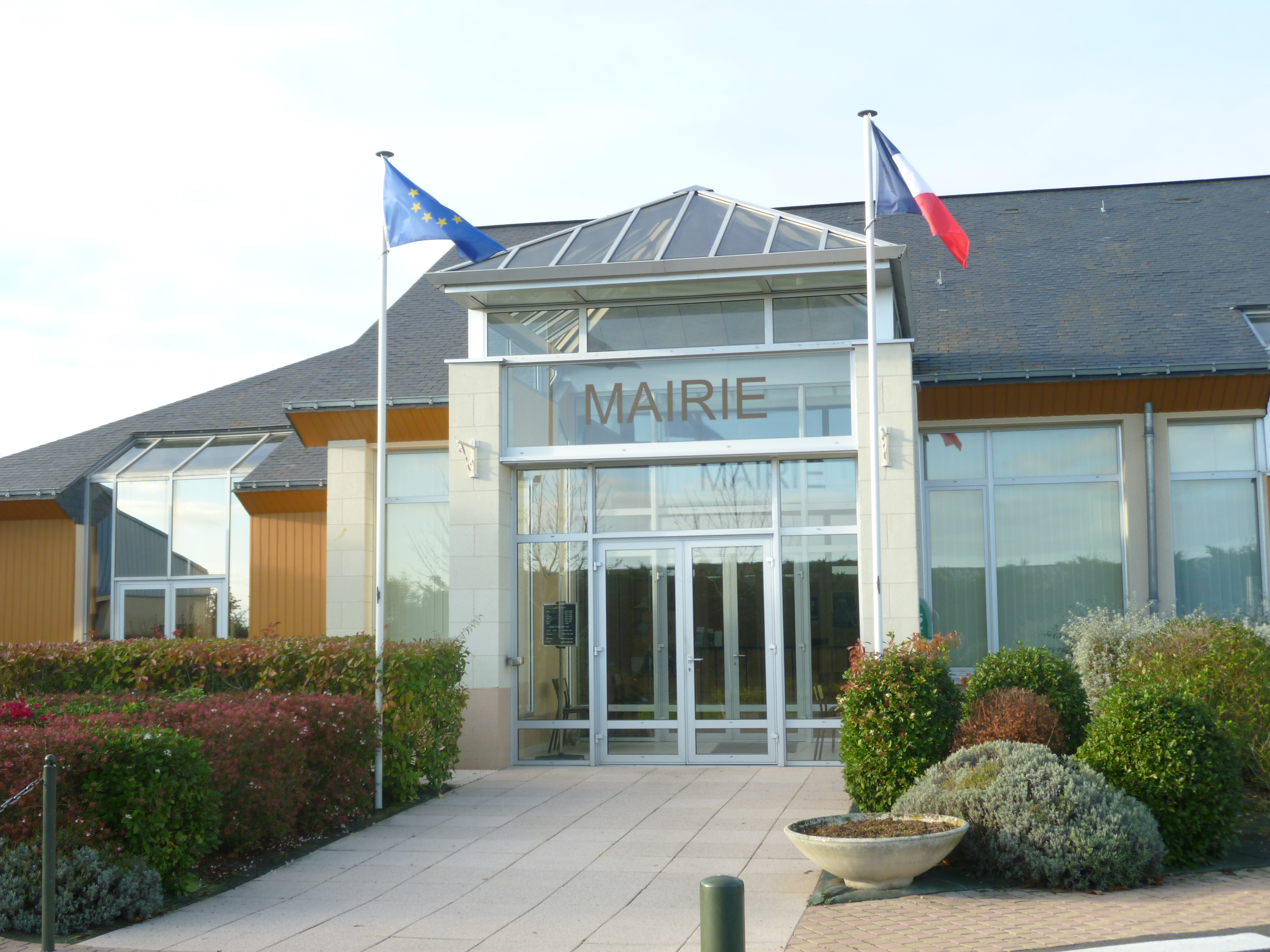
La mairie de Brézé

#### Administration actuelle
Depuis le 1er janvier 2019, Brézé constitue une commune déléguée au sein de la commune nouvelle de Bellevigne-les-Châteaux et dispose d'un maire délégué.
| Période                                  | Période  | Identité       | Étiquette | Qualité              |
| ---------------------------------------- | -------- | -------------- | --------- | -------------------- |
| janvier 2019                             | mai 2020 | André Niort    |           | Retraité de La Poste |
| mai 2020                                 | en cours | Nelly Lacassin |           |                      |
| Les données manquantes sont à compléter. |          |                |           |                      |

#### Administration ancienne
| Période                                  | Période       | Identité           | Étiquette | Qualité              |
| ---------------------------------------- | ------------- | ------------------ | --------- | -------------------- |
| avant 1981                               | ?             | Bernard de Colbert |           |                      |
| 1989                                     | mars 2008     | Régis Bourdin      |           | Cadre SNCF retraité  |
| mars 2008                                | décembre 2018 | André Niort        |           | Retraité de La Poste |
| Les données manquantes sont à compléter. |               |                    |           |                      |

### Intercommunalité
La commune était membre de la communauté d'agglomération de Saumur Loire Développement, elle-même membre du syndicat mixte Pays Saumurois.

## Population et société

### Démographie

#### Évolution démographique
L'évolution du nombre d'habitants est connue à travers les recensements de la population effectués dans la commune depuis 1793. Pour les communes de moins de 10 000 habitants, une enquête de recensement portant sur toute la population est réalisée tous les cinq ans, les populations de référence des années intermédiaires étant quant à elles estimées par interpolation ou extrapolation. Pour la commune, le premier recensement exhaustif entrant dans le cadre du nouveau dispositif a été réalisé en 2007.

En 2016, la commune comptait 1 253 habitants, en évolution de −4,2 % par rapport à 2010 (Maine-et-Loire : +2,12 %, France hors Mayotte : +2,11 %).
| 1793 | 1800 | 1806  | 1821  | 1831 | 1836 | 1841 | 1846 | 1851 |
| ---- | ---- | ----- | ----- | ---- | ---- | ---- | ---- | ---- |
| 880  | 978  | 1 021 | 1 003 | 983  | 964  | 999  | 932  | 936  |

| 1856 | 1861 | 1866 | 1872 | 1876 | 1881 | 1886 | 1891 | 1896 |
| ---- | ---- | ---- | ---- | ---- | ---- | ---- | ---- | ---- |
| 911  | 911  | 869  | 854  | 871  | 878  | 877  | 895  | 865  |

| 1901 | 1906 | 1911 | 1921 | 1926 | 1931 | 1936 | 1946 | 1954 |
| ---- | ---- | ---- | ---- | ---- | ---- | ---- | ---- | ---- |
| 863  | 883  | 862  | 722  | 714  | 695  | 680  | 682  | 748  |

| 1962 | 1968 | 1975 | 1982  | 1990  | 1999  | 2006  | 2007  | 2012  |
| ---- | ---- | ---- | ----- | ----- | ----- | ----- | ----- | ----- |
| 848  | 841  | 877  | 1 207 | 1 379 | 1 299 | 1 317 | 1 320 | 1 290 |

| 2016  | - | - | - | - | - | - | - | - |
| ----- | - | - | - | - | - | - | - | - |
| 1 253 | - | - | - | - | - | - | - | - |

#### Pyramide des âges
La population de la commune est relativement jeune. Le taux de personnes d'un âge supérieur à 60 ans (18 %) est en effet inférieur au taux national (21,8 %) et au taux départemental (21,4 %).
Contrairement aux répartitions nationale et départementale, la population masculine de la commune est supérieure à la population féminine (50,7 % contre 48,7 % au niveau national et 48,9 % au niveau départemental).
La répartition de la population de la commune par tranches d'âge est, en 2008, la suivante :
- 50,7 % d’hommes (0 à 14 ans = 23,2 %, 15 à 29 ans = 14,6 %, 30 à 44 ans = 22,4 %, 45 à 59 ans = 22,1 %, plus de 60 ans = 17,7 %) ;
- 49,3 % de femmes (0 à 14 ans = 22,3 %, 15 à 29 ans = 13,1 %, 30 à 44 ans = 24,3 %, 45 à 59 ans = 22,1 %, plus de 60 ans = 18,2 %).

| Hommes | Classe d’âge | Femmes |
| ------ | ------------ | ------ |
| 0,0    | 90 ans ou +  | 0,0    |
| 6,0    | 75 à 89 ans  | 5,8    |
| 11,7   | 60 à 74 ans  | 12,4   |
| 22,1   | 45 à 59 ans  | 22,1   |
| 22,4   | 30 à 44 ans  | 24,3   |
| 14,6   | 15 à 29 ans  | 13,1   |
| 23,2   | 0 à 14 ans   | 22,3   |

| Hommes | Classe d’âge | Femmes |
| ------ | ------------ | ------ |
| 0,4    | 90 ans ou +  | 1,1    |
| 6,3    | 75 à 89 ans  | 9,5    |
| 12,1   | 60 à 74 ans  | 13,1   |
| 20,0   | 45 à 59 ans  | 19,4   |
| 20,3   | 30 à 44 ans  | 19,3   |
| 20,2   | 15 à 29 ans  | 18,9   |
| 20,7   | 0 à 14 ans   | 18,7   |

## Économie
Sur 72 établissements présents sur la commune à fin 2010, 29 % relevaient du secteur de l'agriculture (pour une moyenne de 17 % sur le département), 4 % du secteur de l'industrie, 7 % du secteur de la construction, 51 % de celui du commerce et des services et 8 % du secteur de l'administration et de la santé.

## Culture locale et patrimoine

### Lieux et monuments
- Le château de Brézé est un monument dont une vaste galerie souterraine a été récemment découverte: "le château sous le château". Il possède aussi les plus profondes douves sèches d'Europe avec leurs 18 mètres.
- Château de Meigné, reconstruit en 1754.
- Château de Lançon.
- Manoir de La Ripaille du XVe siècle et son colombier du XVIe siècle.
- Château de La Bouchardière, ruine du XIVe siècle.
- Château de Grandfond, de style néo-gothique, du XIXe siècle (1890-1893). Construit sur un colombier du XVe siècle et à proximité de l'ancien château appelé Vieux Château.
- Moulin.
- Caves.
- Écluse de Baffou, sur la Dive.
- Église Saint-Vincent de 1903.
- Chapelle Saint-Gauthier du prieuré de Lançon, reconstruite en 1447.
- Ossuaire de Brézé.

Lieux & monuments
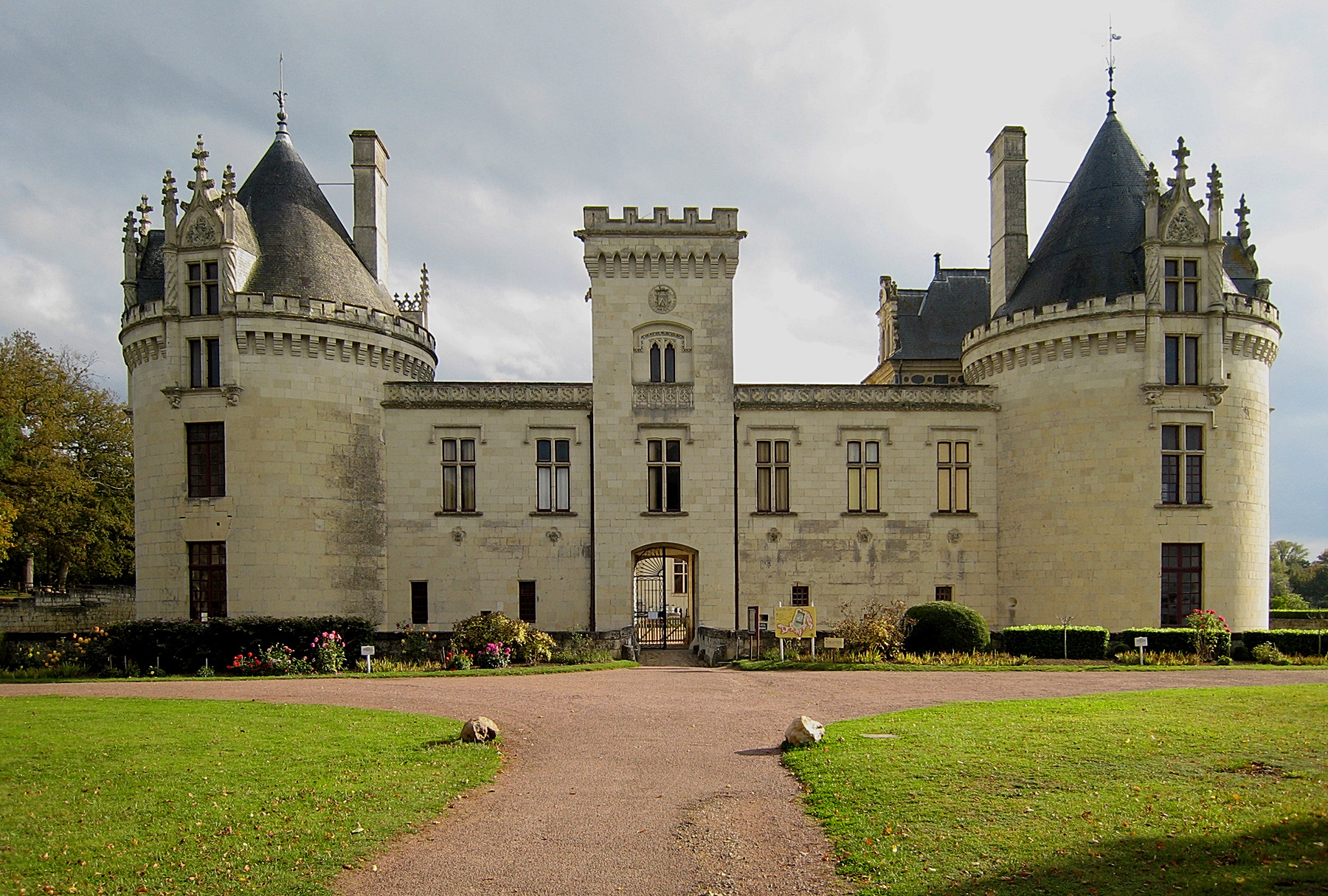
Château de Brézé, face nord-ouest
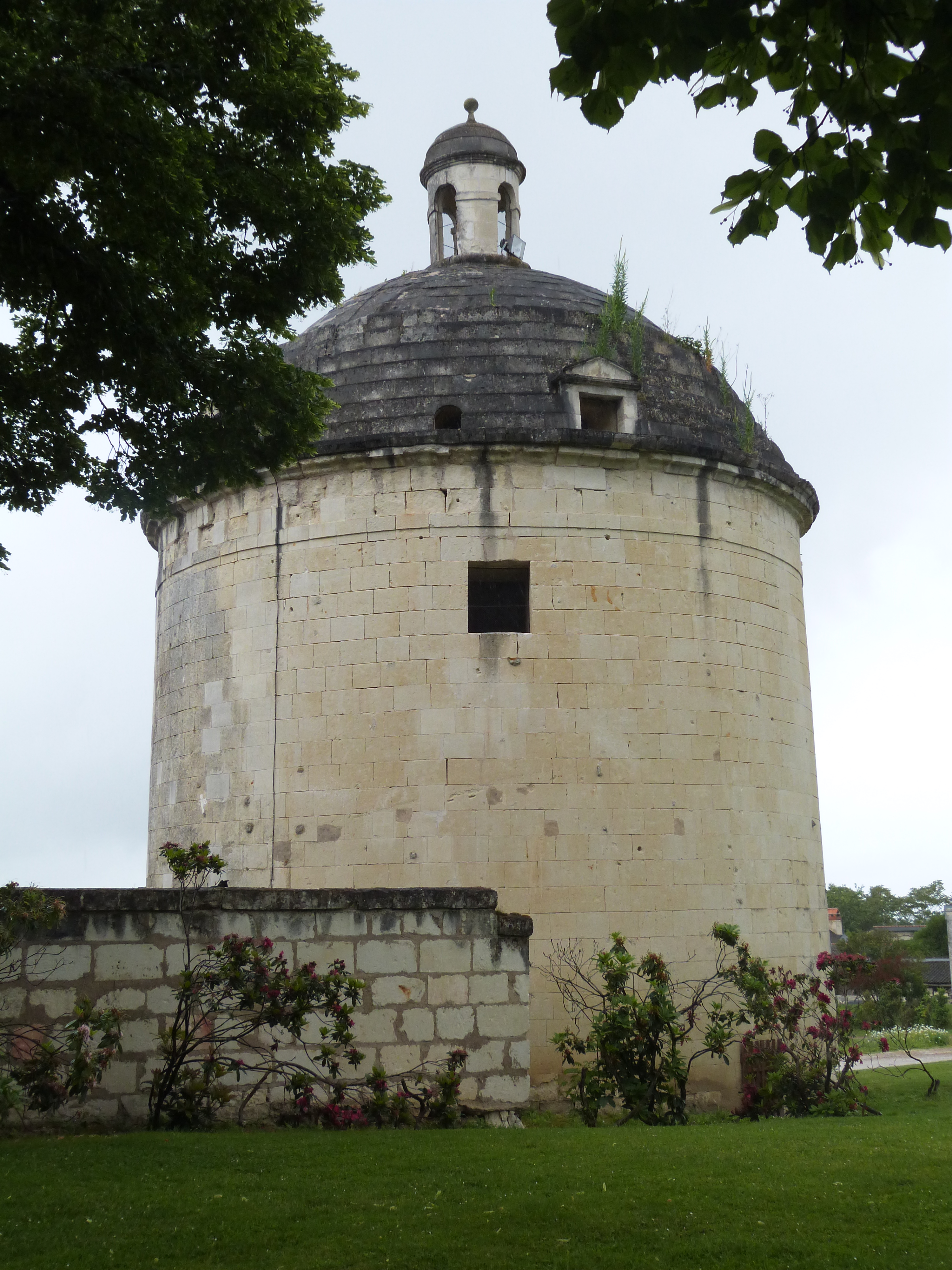
Pigeonnier du château
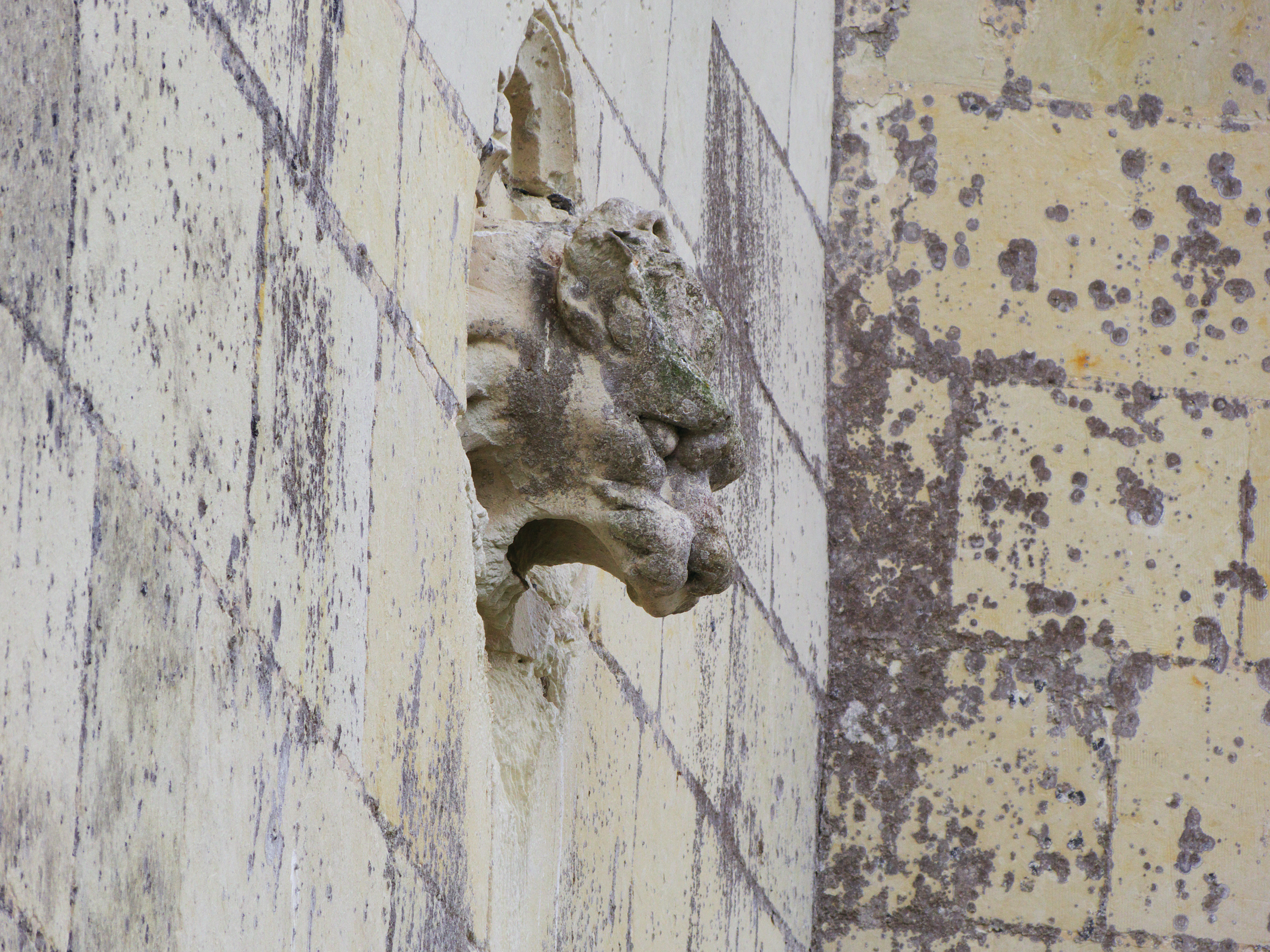
Détails des murs, Château de Brézé
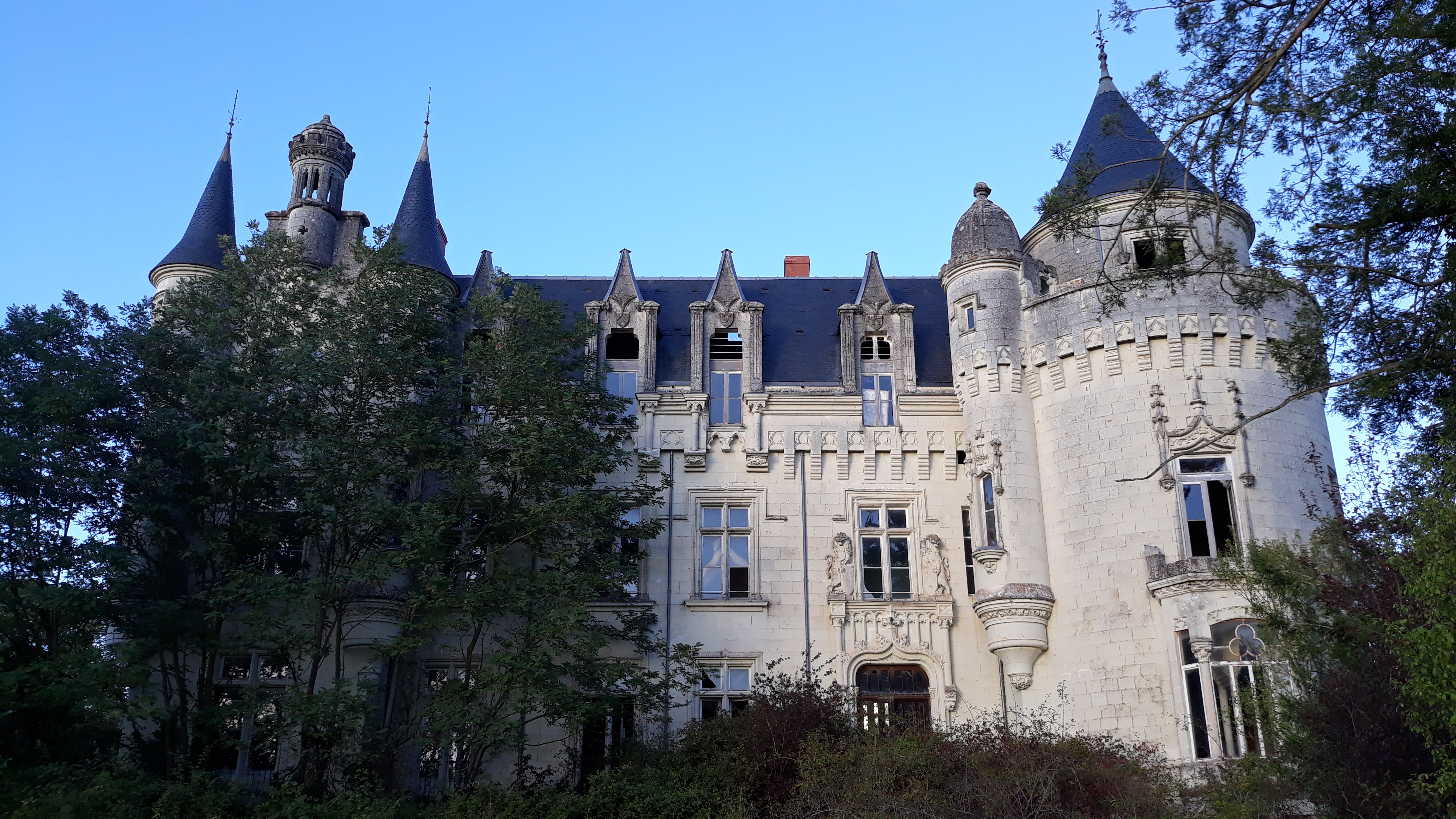
Château de Grandfond, face sud-ouest

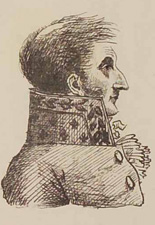
Henri-Evrard, marquis de Brézé

### Personnalités liées à la commune
- Jean Armand de Maillé-Brézé, marquis de Brézé, célèbre marin.
- Louis II de Bourbon dit le Grand Condé.
- Henri-Évrard, marquis de Dreux-Brézé, grand maître des cérémonies de France à la fin de l'Ancien Régime et sous la Restauration.